# Somma Vesuviana
Somma Vesuviana és un municipi italià, situat a la regió de Campània i a la Ciutat metropolitana de Nàpols. El 2025 tenia una població estimada de 33.341 habitants.